# Natalia Molina

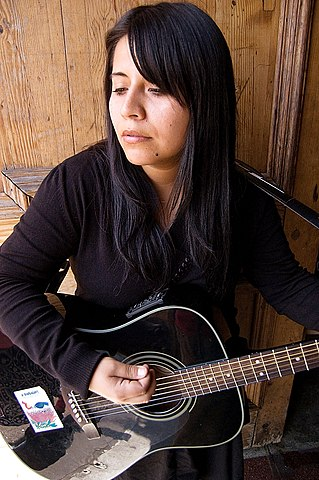
Natalia Molina

Natalia Molina (Santiago, 2 de febrero de 1979) es una compositora y cantante chilena. Ha incursionado también en la poesía y la ilustración.

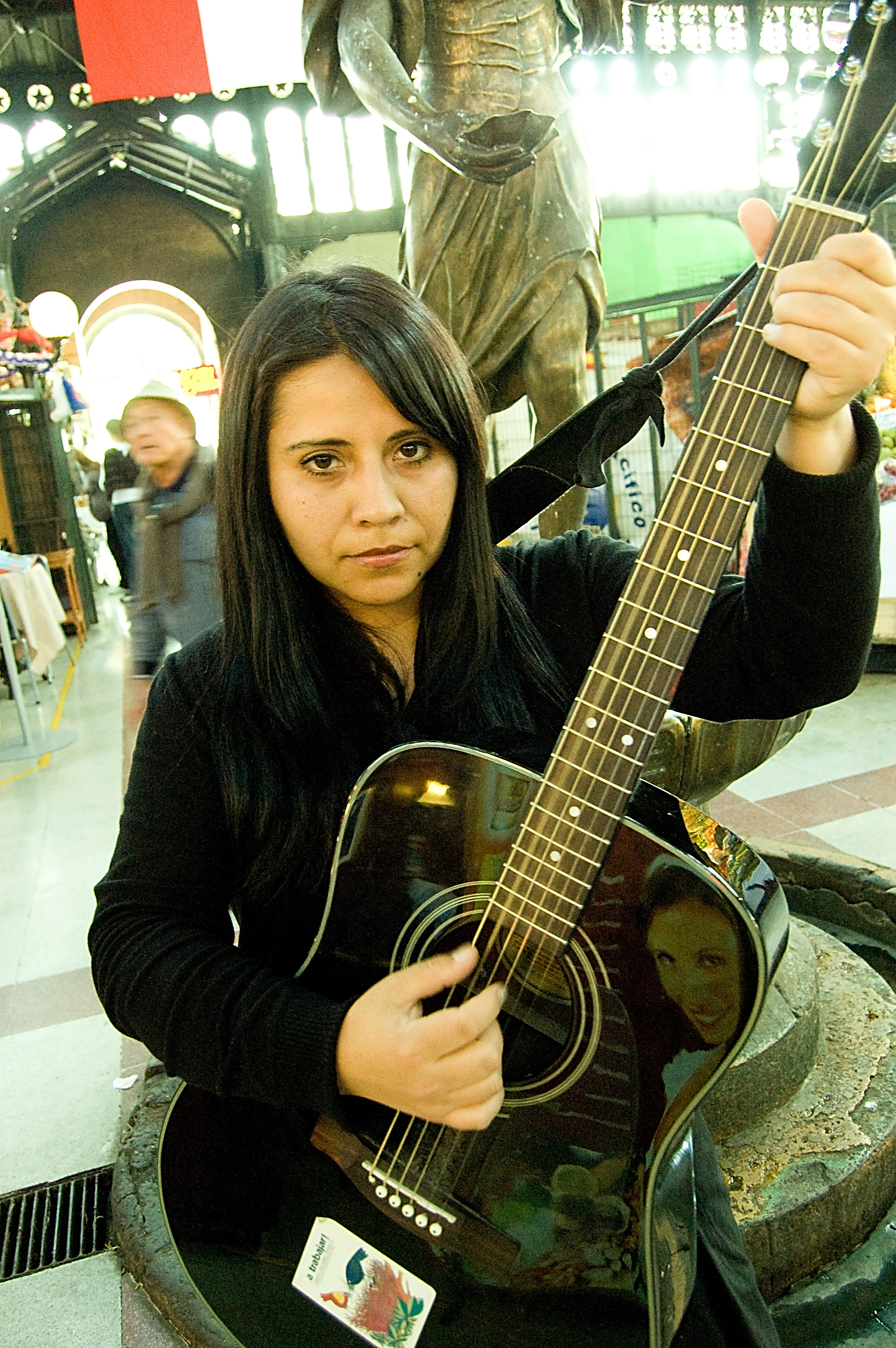
Natalia Molina

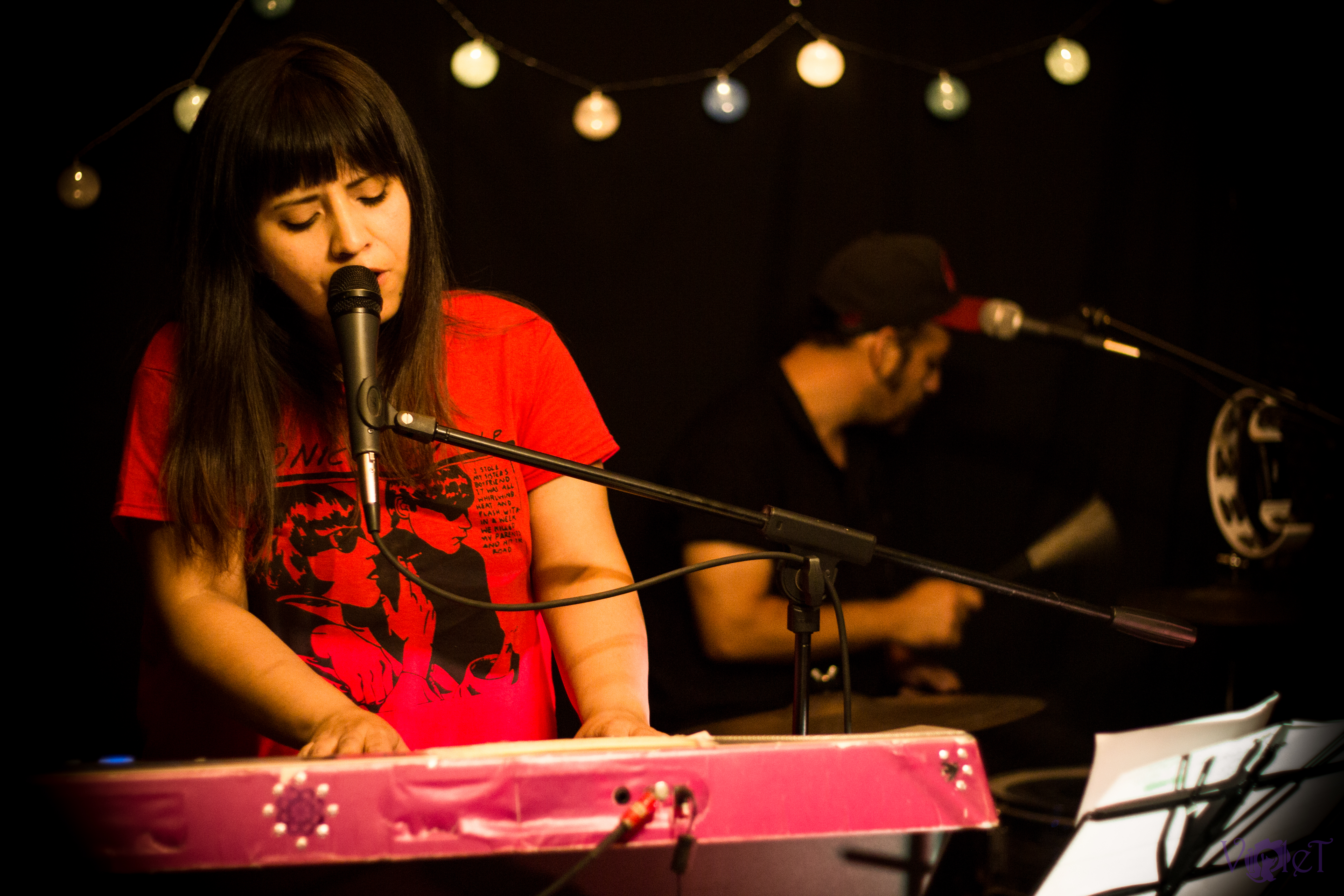
Natalia Molina

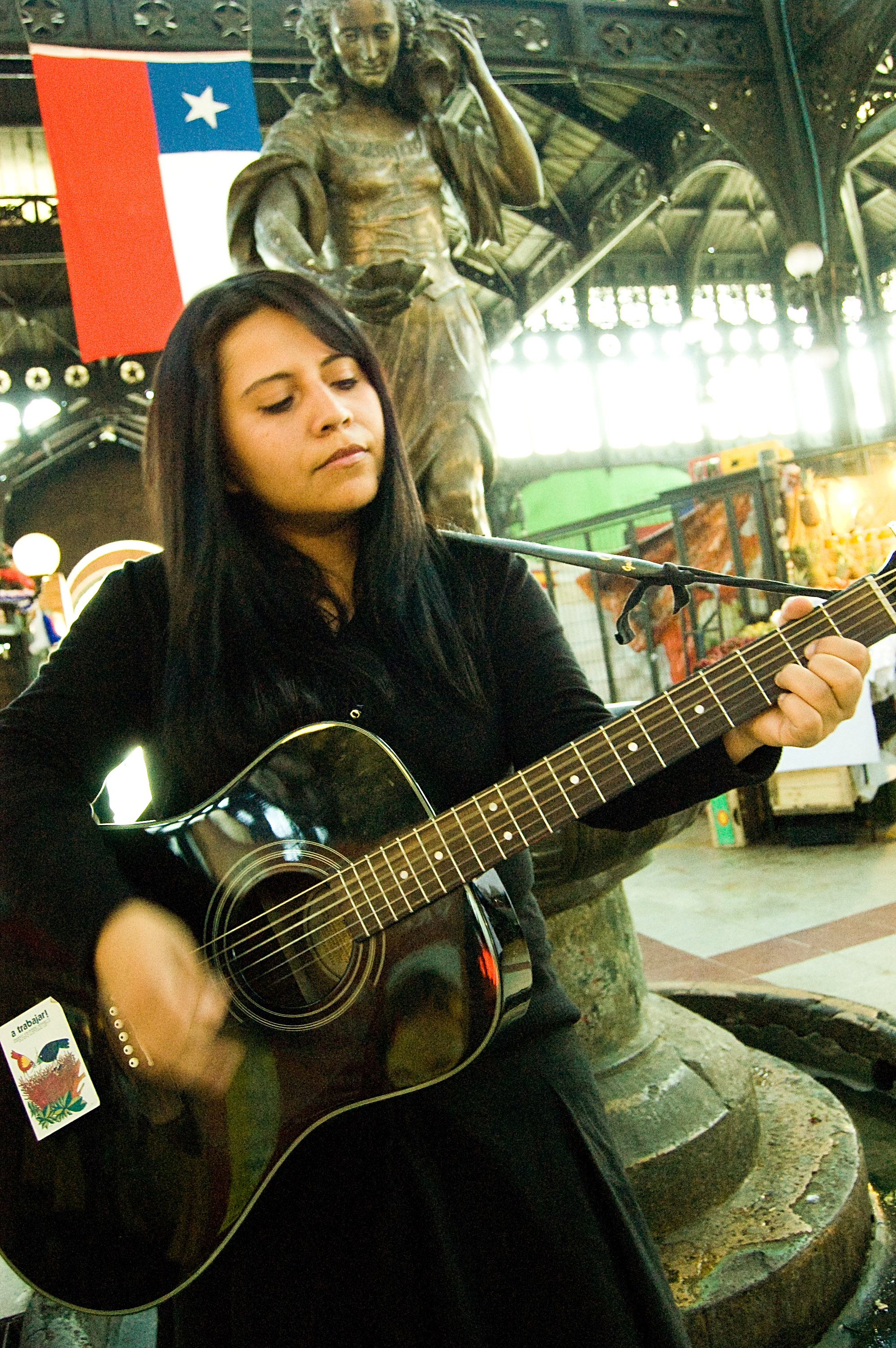
Natalia Molina

Cuenta con tres discos editados y producidos: Demografías (2008) Cuna de piedras (2011) y Rara Avis (2017) y un libro de poemas : Veteranos del 79 (Editorial Calabaza del Diablo).

## Primeros años
Criada en la comuna de Estación Central Natalia Molina aprende de manera autodidacta sus primeros acordes de guitarra y teclado a los 15 años.
En esa misma época comienza a componer sus primeras canciones inspirada en sus influencias musicales : The Beatles, Violeta Parra, Buddy Holly y Víctor Jara.
En su adolescencia descubre también su pasión por la escritura a la que dedica gran parte de estos primeros años participando de lecturas y asistiendo a  los talleres literarios de Balmaceda Arte Joven (ex 1215) impartidos por Paz Molina, José Ángel Cuevas y Mauricio Redolés 
En 2002 con su primer poemario obtuvo el segundo lugar en el "IX Festival de todas las artes Víctor Jara.
El año 2003 es premiada con una mención honrosa en el concurso de poesía "70 años de las JJ.CC" cuyo jurado estaba compuesto por Nicanor Parra, Volodia Teitelboim, Miguel Arteche y Gonzalo Rojas . 
Ese mismo año autoedita artesanalmente su poemario “Veteranos del 79”, con ilustraciones y collages de su autoría.

## Carrera musical
En 2007 comienza a presentar sus canciones en pequeños bares de la capital y graba en su pieza el disco Demografías que difunde por Myspace y Napster.
En 2008 graba Alma una de sus primeras canciones y la lanza como single. La canción comienza a ser programada en Radio Uno y otras emisoras del país logrando una gran difusión que abrió las puertas a la artista siendo invitada a diversos festivales y citada en diferentes medios musicales.
En mayo de 2011 gana el fondo de la música nacional lo que le permite grabar su segundo álbum Cuna de piedras en el Estudio Master y en formato análogo (cinta) siendo ésta la primera experiencia en estudio junto a sus compañeros de banda en vivo: Gabriel Mezzano, Paula Molina y Felipe Ortiz. Del disco se destacan los sencillos Llévame Lejos y Cuna de piedras
En 2014 lanza el sencillo Rescátame grabado en Quilpué por Lautaro Rodríguez.
Por esos años colabora con su música en diversos trabajos audiovisuales independientes como el documental El color de la lluvia y los largometrajes Cuesta Abajo de Cristián Pérez, Disfruta el silencio y Anónimo.
También se presenta en festivales como Rock carnaza, Rockodromo, Día de la Música Nacional entre muchos otros pequeños y grandes escenarios del país.
En 2017 estrena su tercer álbum titulado Rara Avis, colección de nueve canciones en las que la autora nos muestra una vez más su versatilidad a la hora de escribir melodías que no destiñen con el paso del tiempo.
El álbum cuenta con la colaboración de Ángela Acuña en violoncelo y Cristóbal Briceño , vocalista de Ases Falsos en la canción "Trementina".
En 2020 participa como co-vocalista en el tema "Encerrarme Contigo" del álbum "En mi rincón" de Cristóbal Briceño.

## Discografía

### Álbumes
- 2008 - Demografías
- 2011 - Cuna de piedras
- 2017 - Rara Avis
- 2023 - Solo un reflejo